# Astragalus algarbiensis
Astragalus algarbiensis é uma espécie de planta com flor pertencente à família Fabaceae. 
A autoridade científica da espécie é Bunge, tendo sido publicada em Mém. Acad. Imp. Sci. Saint Pétersbourg, Sér. 7 11 (16): 9. 1868.

## Etimologia
Astragalus é o nome genérico derivado do grego clássico άστράγαλος e logo do latim astrăgălus aplicado já na antiguidade, entre outras coisas, a algumas plantas da família Fabaceae, devido à forma subcúbica das suas sementes, parecidas a um osso do pé. algarbiensis é o epíteto geográfico que alude à sua localização no Algarve.

## Sinonímia
- Tragacantha algarbiensis (Bunge) Kuntze[4]

## Descrição
Histórica
A seguir apresenta-se a descrição dada por António Xavier Pereira Coutinho na sua obra Flora de Portugal (Plantas Vasculares): Disposta em Chaves Dicotómicas (1.ª ed. Lisboa: Aillaud, 1913), onde é referida como o homónimo Astragalus algarbiensis Cosson:
Vagem semi-lunar como bordo superior recto (7-10 x 5-6 mm), glabrescente; flores purpurascentes, dispostas em cacho, com o pedúnculo maior que a
folha; estípulas adunadas; folhas com 8-11 pares de folíolos oblongos, troncados e subchanfrados, mucronulados. Planta de 15-25 cm, suberecta, pouco peluda. Maio. Sebes: entre Faro e Nossa Senhora da Saúde (raríssimo).

## Portugal
Trata-se de uma espécie presente no território português, nomeadamente em Portugal Continental. Em termos de naturalidade é nativa da região atrás indicada. É possível que esteja extinto em Portugal e na Península Ibérica. É frequente em Marrocos.

## Proteção
Encontra-se protegida por legislação portuguesa ou da Comunidade Europeia, nomeadamente pelo Anexo II (espécie prioritária) e IV da Diretiva Habitats e pelo Anexo I da Convenção sobre a Vida Selvagem e os Habitats Naturais na Europa.